# Parshuram
Parshuram (en bengali : পরশুরাম) est une upazila du Bangladesh dans le district de Feni. En 1991, on y dénombrait 176 731 habitants.